# Атлас, Наташа
Наташа Атлас (фр. Natacha Atlas, араб. نتاشا أطلس‎; род. 20 марта 1964, Брюссель) — бельгийская певица, известная своим исполнением смеси арабской и североафриканской музыки с западной электронной музыкой. Она когда-то назвала свою музыку «ша'аби модерн» (обновлённая форма египетской поп-музыки). Её музыка была создана под влиянием многих стилей, включая драм-н-бейс и рэгги.

## Биография
Атлас по отцу арабка марокканско-египетско-палестинского происхождения, родившегося в Иерусалиме и матери-британки, которая приняла ислам. Её дедушка по отцу родился в Египте, но рос в Палестине, иммигрировал в Европу в 15 лет. Однако есть небольшое разногласие о происхождении родителей Атлас. Дэвид Беннун сообщает, что дед Атлас — сефард. Атлас подтвердила, что её прапрадед был евреем.
Атлас изучила несколько языков, включая арабский, французский, английский, и испанский, дабы использовать их в своём творчестве. Она выросла в марокканском пригороде Брюсселя (Бельгия). После того, как её родители развелись, Атлас уехала со своей матерью в Нортхемптон (Англия).
Музыкальная композиция «Light of Life» в исполнении Наташи Атлас легла в основу саундтрека блокбастера Ридли Скотта «Царство Небесное» (2005), написанного композитором Гарри Грегсоном-Вильямсом.

## Дискография

### Альбомы
- 1995: Diaspora
- 1997: Halim
- 1999: Gedida
- 2001: Ayeshteni
- 2002: Foretold in the Language of Dreams (с Марком Иглетом)
- 2003: Something Dangerous
- 2006: Mish Maoul
- 2008: Ana Hina
- 2010: Mounqaliba
- 2015: Myriad Road

### Сборники
- 2000: The Remix Collection
- 2003: Guide Me God (Natacha Atlas & Ghostland Featured Sinead O'connor)
- 2005: The Best of Natacha Atlas